# Goralisches Komitee
Goralisches Komitee (pol. Komitet Góralski) – organizacja polityczna, namiastka władzy samorządowej Goralenvolku. Powstała 20 lutego 1942 z inicjatywy Wacława Krzeptowskiego, który został jej przewodniczącym. Siedziba komitetu mieściła się w Zakopanem przy Bahnhofstrasse 2 (ob. T. Kościuszki). Komitet istniał do lata 1944 r., kiedy to Krzeptowski opuścił Zakopane i ukrył się w Tatrach.
Głównym zadaniem Goralisches Komitee było wydawanie góralskich kenkart. Oznaczało to określenie się, czy jest się Polakiem, czy „Góralem” (tych ostatnich traktowano jako odrębną grupę etniczną).
Komitee został utworzony przez władze okupacyjne. W opinii Karola Pospieszalskiego stanowił podobieństwo dla berlińskich „Komitetów” przeznaczonych dla Rosjan i Ukraińców (ustalały narodowość danej osoby).

## Władze
- przewodniczący (Goralenführer): Wacław Krzeptowski
- zastępca: Józef Cukier
- sekretarz: Adam Trzebunia
- kierownik Biura: Stanisław Walczak
- referent ds. organizacyjnych i personalnych: Franciszek Franosz
- referent ds. kultury: Szymon Kuchta
- referent d.s. pracy: Franciszek Fronczak
- referent d.s. pomocy gospodarczej: Franciszek Latocha
- referent d.s. wyżywienia: Tadeusz Kęsek
- referent d.s. pomocy prawnej: Andrzej Zagała[2]